# コロニアル・ウィリアムズバーグ

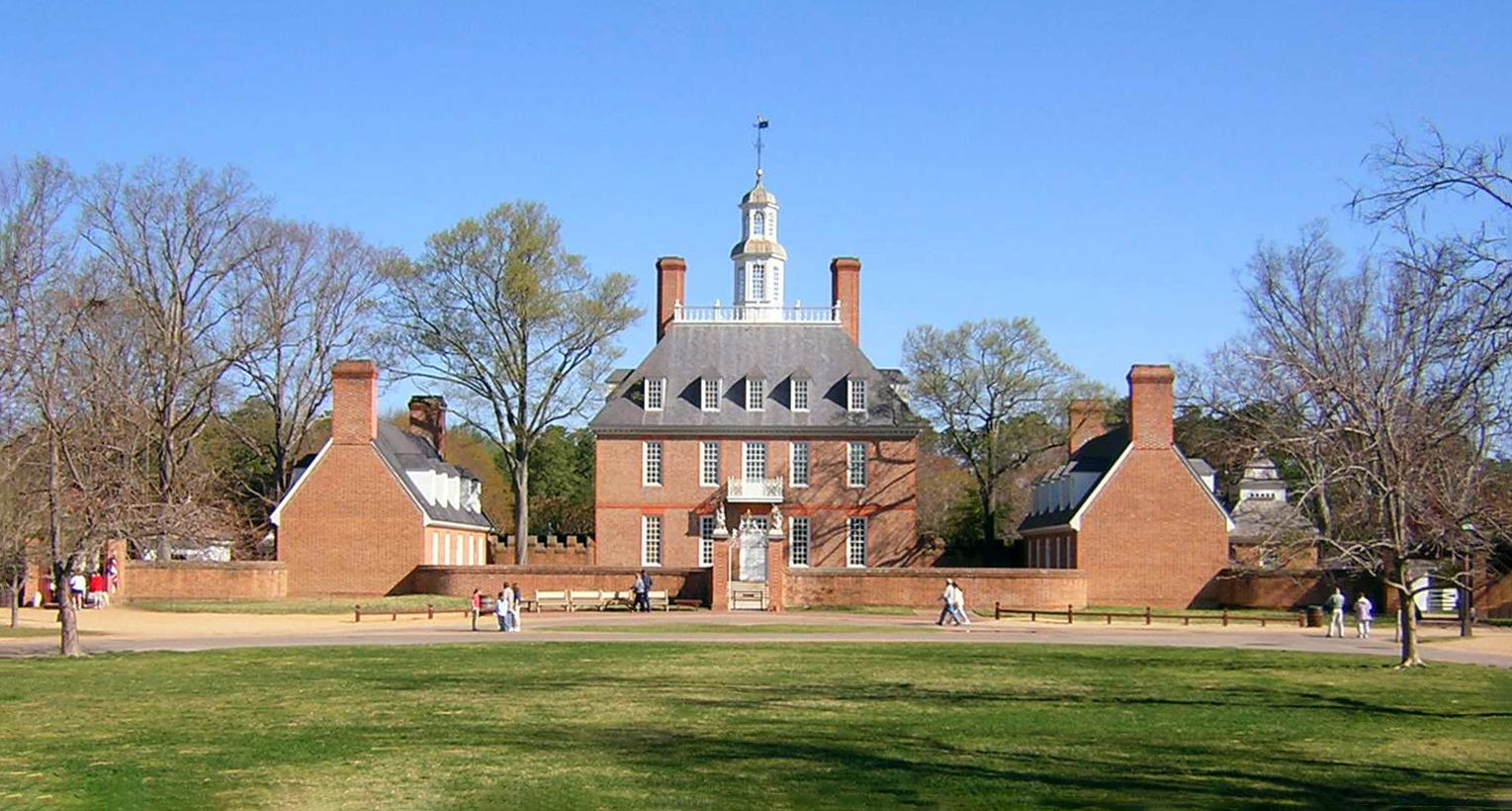
総督公邸

コロニアル・ウィリアムズバーグ（英語: Colonial Williamsburg）は、アメリカ合衆国バージニア州の独立市、ウィリアムズバーグにある歴史的地区の私立財団による野外博物館。301-エーカー (122 ha)の歴史的地区にはバージニア植民地の首都であった頃の18世紀、および17世紀、19世紀、コロニアル・リバイバル様式の建築物が含まれる。アメリカ独立戦争を含む植民地時代の修復または修復された建物と共にアメリカ合衆国の植民地時代の街並みが復元されている。
1920年代後期、コロニアル・ウィリアムズバーグの修復および再建はW・A・R・グッドウィン牧師や、歴史保存協会、南北戦争軍人の子孫、商工会議所などの地域のリーダー達の他、ロックフェラー家のジョン・ロックフェラー2世とその妻アビー・アルドリッチ・ロックフェラーの賛同によりアメリカ合衆国の歴史の初期を再現することとなった。第二次世界大戦中はここで兵士を教育し、冷戦では共産主義反対を提唱していた。
アメリカ国内で最大の歴史プロジェクトの1つとして、ジェームズタウン、ヨークタウンで構成されコロニアル・パークウエイで繋がるヒストリック・トライアングルの一部としてウィリアムズバーグに多くの観客を呼び込んでいる。この場所ではアメリカ合衆国大統領など多くの国や州の代表者により会議が開かれている。
コロニアル・ウィリアムズバーグの歴史地区の3本の大通りおよびそれに通じる脇道のある街並みの修復および再建は18世紀のアメリカの雰囲気および環境を作り出そうとしている。コロニアル・ウィリアムズバーグのモットーは「未来は過去から学び取る」である。2014年、コロニアル・ウィリアムズバーグの代表は従業員たちにこのモットーを作り1960年に亡くなったロックフェラーはまだこのモットーが使われていることに驚くであろうと 語った。
当時の衣装を身に着けた従業員は当時の文法や言葉遣いをすることがある。コロニアル・ウィリアムズバーグは1699年から1780年まで、ジェームズ・シティ郡の植民の中心地、ウィリアムズバーグを形成していた多くの建造物で構成されており、後期の建物の痕跡は取り除かれている。コロニアル・ウィリアムズバーグは バージニア植民地時代の統治・教育・文化の中心であった他、主な建物には総督公邸、議事堂、ラーレイ・タヴァーン（以上3軒再現）、郡庁舎、ジョージ・ウイズ邸、ペイトン・ランドルフ邸、マガジン、別の所有および操業のブルートン教区教会(以上5軒当時の建物)などがある。コロニアル・ウィリアムズバーグの歴史地区はウィリアム・アンド・メアリー大学のカレッジ・ヤードの東から始まる。

## 概要

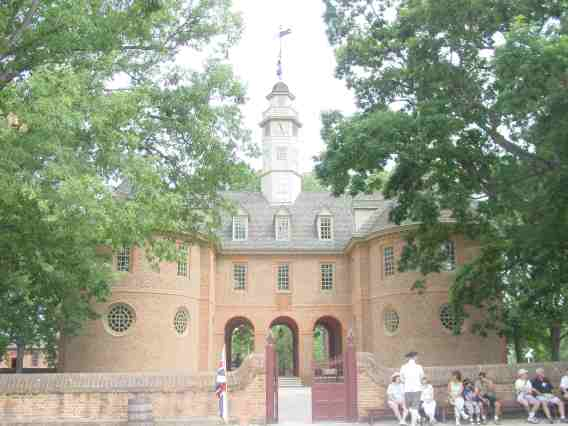
1930年代に復元された議事堂

コロニアル・ウィリアムズバーグは歴史的ランドマークであり、リビング・ヒストリー博物館である。その中心は東西に延びるグロスター公通り沿いと、公邸前に南北に延びる緑地である。地形は平坦で、周辺には渓谷や小川がある。グロスター公通りと歴史地区の他の大通りは日中車両通行止めで、歩行者、自転車、ジョギング、スケートボード、犬の散歩、馬車などに都合が良い。
18世紀のコロニアル建築は、のちの建築物から推測し復元された。1930年代初頭、多くのコロニアル建築が元の場所に再建された。酪農、庭園、キッチン、燻製小屋、屋外トイレなどが追加された。コロニアル・ウィリアムズバーグの従業員、寄贈者、市の職員宿舎およびウィリアム・アンド・メアリー大学関連施設を除いていくつかの建物や多くの庭園は公開されている。
4つのタヴァーンはレストランとして、うち2つは兼ホテルとして再建された。また印刷、靴製造、鍛冶、樽や桶の製造、木製家具製造、銃製造、鬘製造、銀細工など当時の手工業の実演が披露される。土産物、書籍、玩具、シロメ製器物、陶器などの売店もある。ペイトン・ランドルフ邸、ゲディ邸、ウイズ邸、エヴラード邸などいくつかの邸宅が郡庁舎、議事堂、銃器庫、公立病院、刑務所などと同様に公開されている。
コロニアル・ウィリアムズバーグの経営部はコロニアル・リバイバル様式の商業地域としてマーチャンツ・スクエアを増設した。近隣にはコロニアル・ウィリアムズバーグが学芸部門として操業するアビー・アルドリッチ・ロックフェラー民族芸術博物館やデウィット・ウォレス装飾芸術博物館がある。地元ではコロニアル・ウィリアムズバーグ(Colonial Williamsburg)を略して「CW」と呼ぶことが多い。

## 歴史的な復元

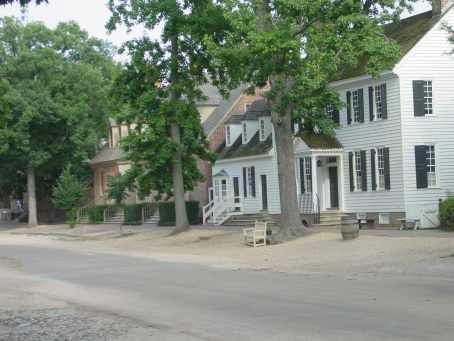
グロスター卿通り

コロニアル・ウィリアムズバーグは過去における生活の側面を説明し実演することを仕事とする、歴史の再演者達が住まう建造物が屋外に終結した、生きた歴史博物館の一例である。再演者（演出者とも）達は、実際に植民時代と同じようなしゃべり方をするほか、その時代の服を着て働く。マサチューセッツ州にあるオールド・スターブリッジ・ヴィレッジや、イギリスにあるカステル・ヘンリスなど、過去を再現した歴史博物館は多く存在する一方で、コロニアル・ウィリアムズバーグは現在も街として機能し、植民地時代より後の時代の建物が無い点が、他と異なっている部分である。更に他の歴史的な博物館と違って、誰でもこのウィリアムズバーグの歴史的な地区を、無料かつ何時でも徒歩で通り抜けることが可能である。入場料は観光客が、日中に開いている芸術品や実務を展示・実演する歴史的建造物へ入場する場合、または「革命の街」のような屋外パフォーマンスに参加する場合のみ徴収される。
20世紀初頭、それまでで最も巨大な歴史的復元の一つであったコロニアル・ウィリアムズバーグの復元・再現には、牧師のW・A・R・グッドウィン、ロックフェラー一家の家父長であったジョン・ロックフェラー2世、そして愛国者や合衆国初期の歴史を讃美した彼の妻アビー・グリーン・アルドリッチの積極的な協力により、援助が行われた。
植民時代の一部の失われた建物は、もとあった位置へ1930年代に再建された。他の多くの建造物は、18世紀にどのような外観だったかを、忠実に再現するような修復が施された。ほとんどの建造物は、観光客に向けて常時開放されており、建物内を見学することが可能である。
多くの現存する、または正確に再現された植民地時代の建物、アメリカ独立戦争の歴史的な展示物、本物のさらし台や刑具を収容する刑務所など、様々な展示物からコロニアル・ウィリアムズバーグは、ウィリアムズバーグ市とその周辺の観光において主要な場所であるとともに、植民地時代のアメリカの街を演出したものとして重要な区域である。他の著名な建造物には巨大な議事堂や総督公邸があり、どちらも建てられた18世紀当時の特徴を入念に再現・美化されている。それらに従属する建築や動物も、完全な雰囲気を醸し出している。
コロニアル・ウィリアムズバーグは生きた博物館として、ロックフェラー一家により基金が寄せられた非営利の団体、コロニアル・ウィリアムズバーグ財団により所有・運営されている。近隣のコロニアル・ナショナル・ヒストリカル・パークとは直接提携しているわけではないが、近接するコロニアル・パークウェイと州によるジェームズタウンまたはヨークタウンで呼び物とされる一部の場所は、植民地街で再現された地域の補足的な場所となっている。コロニアル・ウィリアムズバーグを中心に形成されている「バージニア・ヒストリック・トライアングル」の区域は、多くの観光客の目的となっている。しかし、コロニアル・ウィリアムズバーグが観光客数のピークを迎えたのは1985年の110万人で、以来減少に転じている。
著名な建築評論家のエイダ・ルイーズ・ハクスタブルがコロニアル・ウィリアムズバーグについてタイムズ紙などに批評を述べており、バージニア大学の建築史学の教授、リチャード・ガイ・ウィルソンも、植民復興的な建物や現代的な商業から隔離された、自然に木が立ち並ぶ通りは、1930年代のアメリカの郊外を表す見事な例であると述べている。

## 歴史
1607年5月13日、低地に木が立ち並ぶ小さな半島・実質的には島であった場所に、現在は一部でバージニア半島としても知られるその南方の位置にジェームズタウン入植地 (Jamestown Settlement) が設立された。その後ジェームズ川沿いの地域に、マーティンズ・ハンドレッドやヘンリクスといった、派生的な多くの入植地が建てられていった。
アメリカの植民地の統治団体代表者による最初の会議は、1619年7月30日にジェームズタウン入植地で行われ、ジェームズタウンがバージニア州における最初の州都となった。この最初の立法団体のうち22人は、ロンドンの「バージニア・カンパニー」の役員により任命された総督たちであった。総督は植民地の重要な人物であるとして6人が代わる代わる任命され、評議会となった。また、他の15人は、バージニア植民地で17歳以上、及び土地を所有していた一般の市民から選任された。バージニア植民地議会 (House of Burgesses) として知られるこの団体は、後にバージニア州議会 (House of Delegates) 下院となる。

### ミドル・プランテーションとウィリアム・アンド・メアリー大学
ミドル・プランテーションは最初、1632年に設立された。ジェームズタウンや他の川と航行可能な水路沿いに建てられていた初期の植民地とは違って、このミドル・プランテーションはジェームズ川とヨーク川の間、バージニア半島のおよそ中間にある高地に位置していた。半島の高地にあっただけでなく、プランテーションは半島の低地末端にある海面まで東に斜面が下がった、タイドウォーター地域の高原の西端にも置かれていた。一帯は、現地のネイティブ・アメリカンとの初期の対立が起こっている中、こうした半島の低地まで防衛線を建設するにはごく自然な場所であった。
1676年、ジェームズタウンの州議会がベーコンの反乱で焼却されたのち、バージニア植民地議会は近接していたミドル・プランテーションで会合を開いた。入植者たちにとって長い間目標としていた教育の点では、1693年にウィリアム・アンド・メアリー大学が創設され、1694年の初めにはミドル・プランテーションの近隣へ設置された。初代大統領のジョージ・ワシントンもこの大学で測量士の資格を取得している。また、同じくその高等な教育が何百年もの伝統となっているこのウィリアム・アンド・メアリー大学では、その後バージニア州および合衆国全体の指導者となるトーマス・ジェファーソンとジョン・マーシャルもその教育を受けた。バージニア州は大学を1888年以来運営してきている。幾年も活動が行われていなかった後のこの年、大学は施設の運用を再開した。

### ウィリアムズバーグ、州都へ

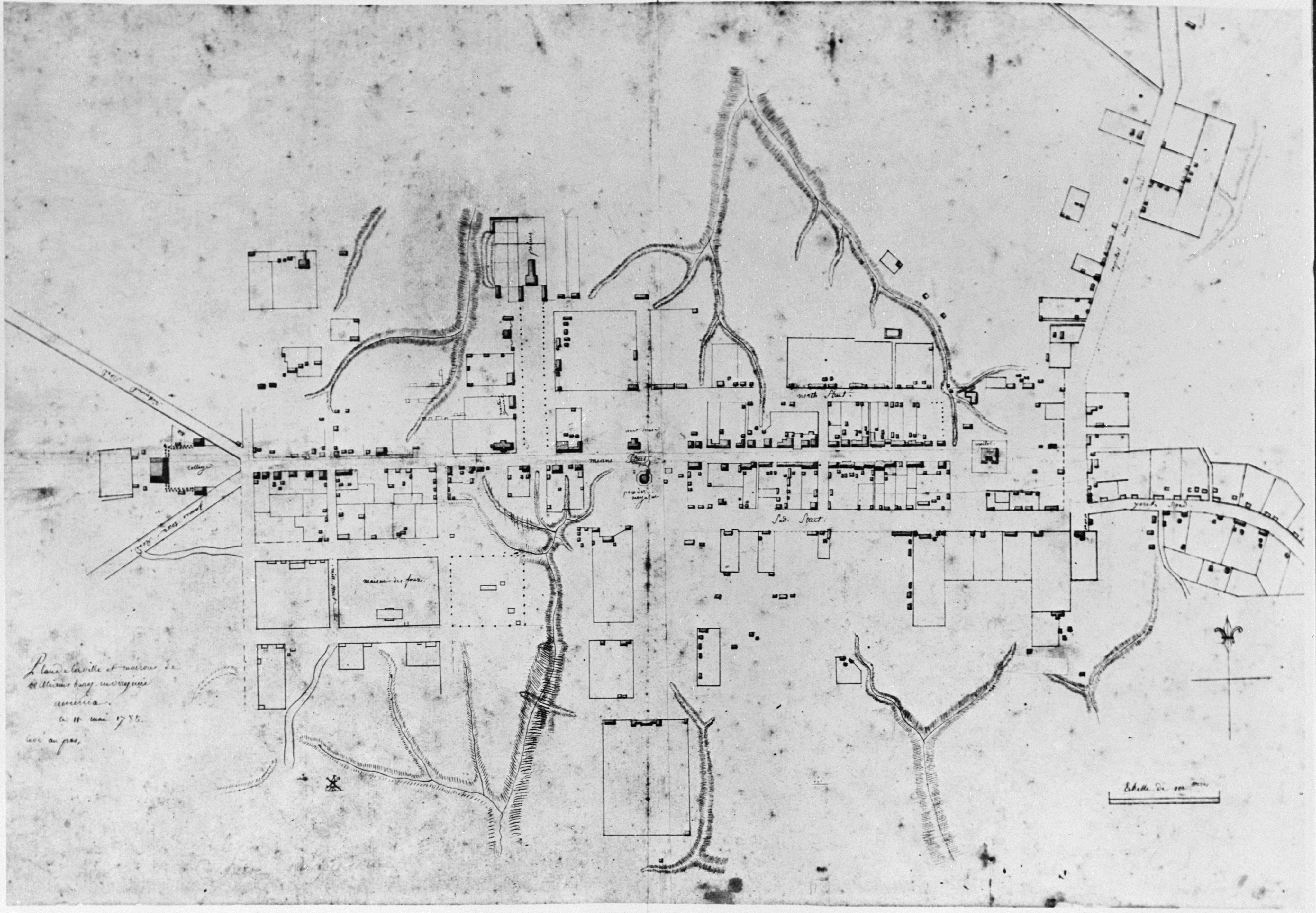
1782年のウィリアムズバーグを表す「フレンチマンズ・マップ」。当時の再建計画が記されている

1698年10月20日、ジェームズタウンの州議事堂（議会議事堂建物）は再び焼失した。その後再び、議員達はミドル・プランテーションにあったウィリアム・アンド・メアリー大学で会議を行い、ジェームズタウンでの192年続いた首都としての機能は終了した。続く1699年、ウィリアム・アンド・メアリー大学の学生団体が卒業式にて、当時ジェームズタウンで猛威をふるっていたマラリアや、感染した蛾から身を守るため、植民地政府をミドル・プランテーションへ移設する提案書を提出した。これに興味を示したミドル・プランテーションの土地所有者はその土地を寄付し、その後バージニア植民地の政府はミドル・プランテーションへと移転した。
その後間もなく、ミドル・プランテーションはイギリスのウィリアム3世の栄誉をたたえ、発案者の1人である植民地総督フランシス・ニコルソンによって「ウィリアムズバーグ」と改名された。この新しくできた場所はニコルソンにより、「シャンパン色の土壌から澄んで透明な泉が噴出する」地として描かれ、将来の理想郷への栄光に満ちた像として考えられていたのである。ニコルソンは大学のレンガ校舎および老朽化していたブルートン教区教会を建てるために測量士のセオドリック・ブランドに測量および設計させた。しかしウィリアム3世のイニシャルWとメアリー2世のイニシャルMを道路に配置する以外は白紙に戻された。メインの大通りにはアン王女の長男グロスター公に因んで名付けられた。ニコルソンは北の大通りにニコルソン通り、南の大通りにフランシス通りと名付けた。

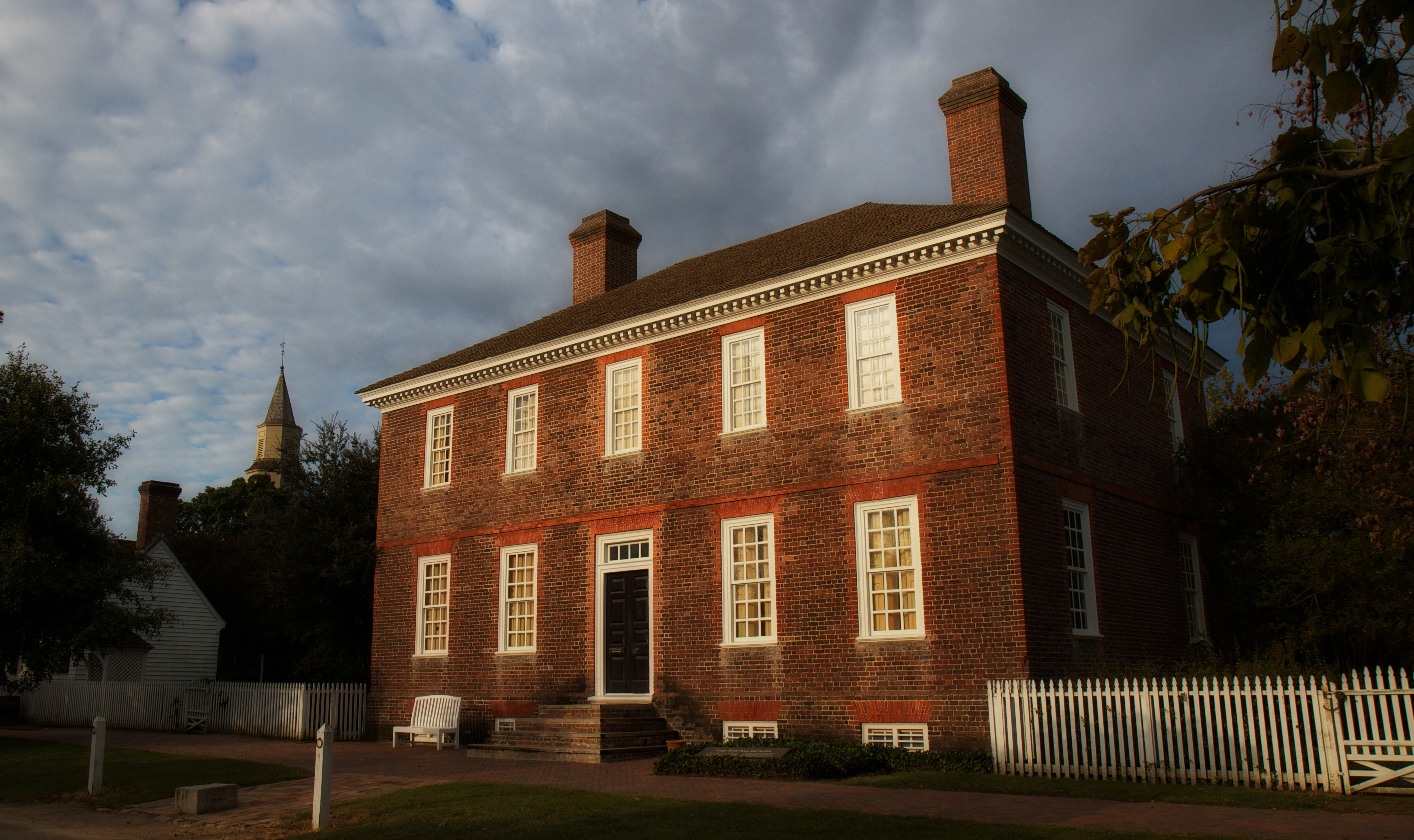
ジョージ・ワイスの家

1705年、アメリカにおける最初の州都の議事堂建物が、グロスター卿通りの末端に建設された。ウィリアムズバーグは残りの植民地時代における、バージア全体の州都になるところであった。18世紀の81年間、このウィリアムズバーグがバージニア植民地の政治、教育、文化における中心を担っていた。ジョージ・ワシントン、トーマス・ジェファーソン、パトリック・ヘンリー、ジェームズ・モンロー、ジェームズ・マディソン、ジョージ・ワイス、ペイトン・ランドルフなどはバージニアの英国政府の形式を推進し、のちに新しいアメリカ合衆国の形成に尽力した。1747年には火事が起き、議事堂が破壊された。その後再び建設されたのだが、アメリカ独立戦争後は荒廃状態に陥った。現在の場所に建つ議事堂建物は、ペリー・ショウ&ヘプバーン社の建築家によりデザインされ、1705年に完成した時の建物を再現して1930年代に建てられたものである。この新しく建てられた議事堂は、1934年2月24日にバージニア州議会の記念会議で公式に開所された。
1934年よりバージニア州の伝統として、コロニアル・ウィリアムズバーグの歴史地区東端に位置するこの議事堂建物へ、バージニア州の議員達が隔年1日だけ集まって会合を開いている。

### 州都がリッチモンドへ移動
アメリカ独立戦争中の1780年、トーマス・ジェファーソン州知事の指揮のもとバージニア州の州都は、州中心部に近く交通の便が良いがイギリスからの攻撃を受けにくいおよそ90キロメートル（55マイル）西へ離れたリッチモンドへと移動された。その後現在も州都はリッチモンドのままである。

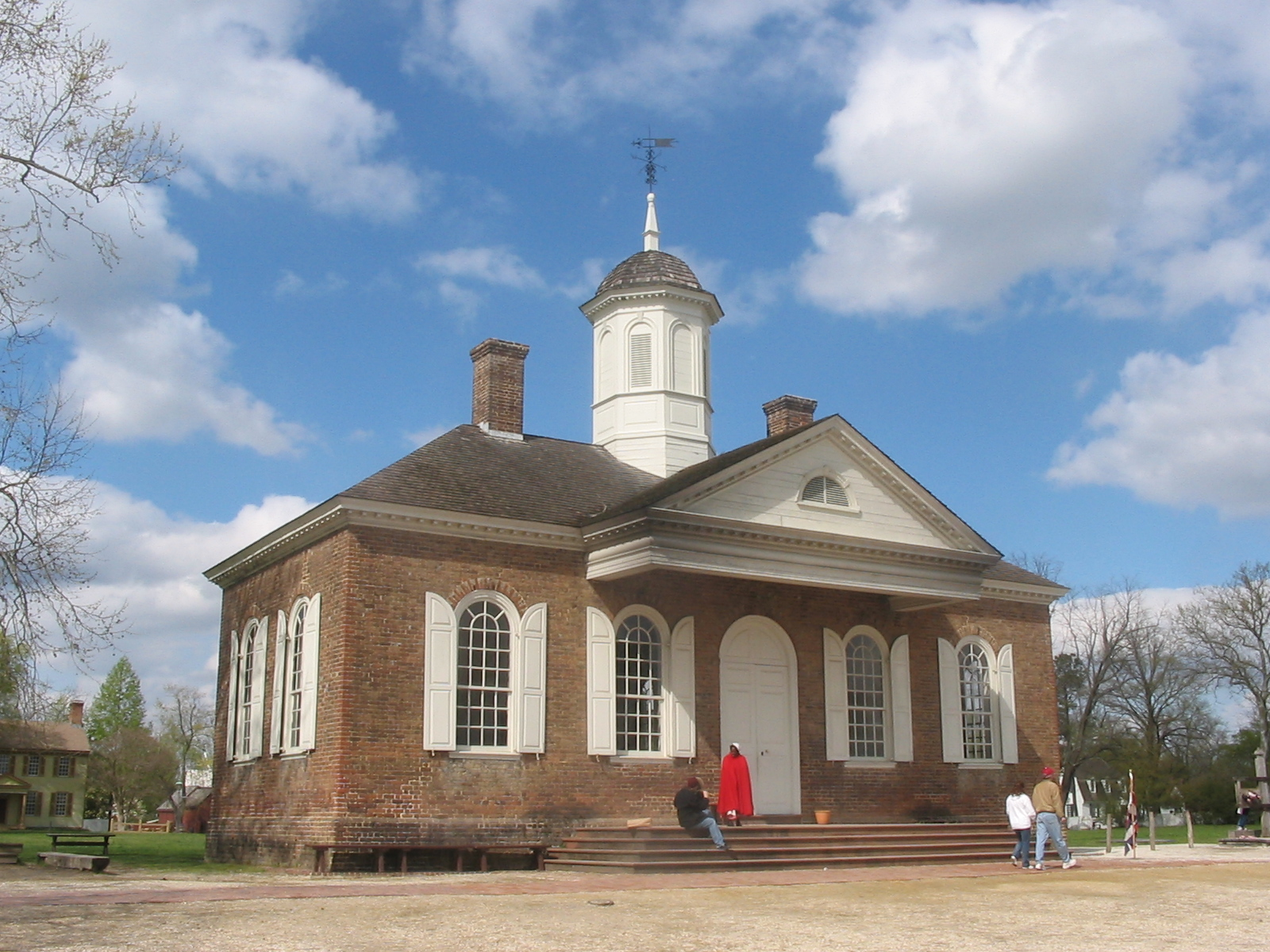
再建された郡庁舎

州都が移転して以来リッチモンドへ移住する者が増え、その後幾年にも亘り、ウィリアムズバーグの植民区域はその周辺に近代的な町並みが建設されるにつれ、ウィリアムズバーグの経済は低迷して長い間忘れ去られていった。18世紀の様相のまま取り残され、1862年、ジョージ・マクレラン少将はここを北軍の駐屯地としたが、ウィリアムズバーグは南北戦争の大きな被害を逃れた。ただし連邦兵士が大学に火を放ち、民家から略奪した。20世紀初頭までには、古びたその多くの建物が荒廃した状態になり、もはや使用されてはいなかった。また、その立地が高地で水路から離れた場所にあったせいで、1830年代に建設が始まった初期の鉄道も達していなかった。およそ50年後の1881年、コリス・P・ハンティントンがこの地域を通る新しいチェサピーク・アンド・オハイオ鉄道を建設した。彼の主な目的は、ウエストバージニア州からニューポートニューズへの石炭の発送と、バージニア半島の南東の端にある、ハンプトン・ローズ入り江の石炭橋脚を通過することにあった。
ウィリアムズバーグでの雇用は東部精神病院（現在は東部州立病院）、ウィリアム・アンド・メアリー大学、そして郡庁舎の3つの施設が頼りであり、「病院の500名の患者が大学街の500名の無職の者を救う」と語られた。植民時代の建造物は南北戦争の幕開けと共に再び改築、近代化、倒壊および忘れ去られた。建物よりも戦争の方が市民にとって大事だったのである。ウィリアムズバーグでは毎年幾つかの南北戦争記念祭が行われ、最も重要な5月5日の祭日は、ウィリアムズバーグの戦いを祝うものであった。1908年5月5日、ウィリアムズバーグは南部連邦軍の兵士や水兵の記念碑を奉納し、公邸前の緑地に設置した。ペニマン近くの綿花プランテーションなどの第一次世界大戦時代の建築の発達と共に自動車が発展してきた。20世紀初頭までに多くの古い建築が老朽化して使用不可能あるいは不法に占拠された。しかしグッドウィンは植民地時代の議事堂だけは復元する価値があると語った。

## 再建と復元　―　グッドウィンとロックフェラー一家
牧師のW・A・R・グッドウィンは、1903年にウィリアムズバーグにあるブルートン教区教会の教区牧師となった。ネルソン郡出身で活気溢れる34歳のグッドウィンは、1711年から建て始められた歴史的な教会建物の保存と修復を行う運動を、すぐに先導することへ成功した。グッドウィンはまた、ウィリアム・アンド・メアリー大学に近接し、後にレン・ビルディングと呼ばれるようになる歴史的建造物で、教師としても活躍していた。1907年、彼はバージニア州におけるアングリカン（エピスコパル）教会の創立300周年時に、教会の修復を完了させている。
教会によりグッドウィンは転勤し、1923年に再びここへ戻るまで北方のニューヨークで勤務した。ウィリアムズバーグへ戻った際、グッドウィンはさらに状態が悪化した植民地時代の建物を見て落胆し、同時に奮起した。1924年、時の流れと共に他の歴史的建造物も破壊されてしまうのではと恐れたグッドウィンは、街の歴史的区域にあるこれら古き建造物を保存する運動を始めた。その後幾年にも亘って関心がありそうな個人や資金を募る望みのある団体へ働きかけたのち、幸運にもグッドウィンの努力はスタンダード・オイル創設者で富豪の息子、ジョン・ロックフェラー2世の興味と主な財政援助を得ることに成功したのである。ロックフェラーの妻アビー・グリーン・アルドリッチも、積極的な役割を担った。
一帯の再建と修復は、著名なランドスケープデザイナーであったアーサー・シャークリフを主任設計者に、ペリー・ショウ&ヘプバーン社を建築家とし、1926年11月27日に開始された。工事が注目されてしまうと建設の価格が上がってしまうと懸念したロックフェラーとグッドウィンは、建設計画を密にしたのである。彼らは密かに地所を買い上げ、誰にも彼らが行っていることをわからないようにした。しかし、無論これら多くの不動産が突然違う所有者の手に渡っていることは人目に付く行為であり、徐々に過敏な噂がたち始めてから2年後、1928年6月11日と12日の2つの市民会議で、グッドウィンとロックフェラーは遂に彼らの計画を明らかにしたのだった。多くの市民達は彼らの財産の売却に取り組み強い関心を示したが、少ないながら不安に思う人もいたという。
グッドウィンとロックフェラーは1790年より後に建てられた、ウィリアムズバーグにおける720棟もの建造物を取り壊したが、その多くは当時歴史的なものと考えられていた。それ以来、コロニアル・ウィリアムズバーグはほぼ完全に再建されてきたのである。この区域内では、植民地時代の形態を模した店舗や居酒屋、野外市場が建設されている。総督公邸、レン・ビルディング、議事堂は、1930年代中に当時の様式を推測して建設された建造物群の中でも重要な建物となっている。この歴史地区にあるおよそ500棟の建造物のうち、88棟が本来の建物である。
地区の西側、ウィリアム・アンド・メアリー大学の近隣は、「マーチャンツ・スクエア（商人街区）」という名で近代的な店舗が一か所に集まっており、現在国立登録史跡 (National Register of Historic Places) に指定されている。

## 販売促進
ロックフェラーによるウィリアムズバーグの理想像の中心は、ウィリアムズバーグの維持費の支払だけでなく、購入しやすい製品を通じて観光客への教育の援助を行う、小売業の必要性にあった。当初から、コロニアル・ウィリアムズバーグは収蔵するコレクションの博物館品質の複製品を販売するという考え方では、国内でも先導的な場所であった。「クラフト・ハウス」で販売されている商品は収蔵するコレクションからヒントを得た、及び正確に複製したものであるなど、ウィリアムズバーグの複製品を販売するこの「ウィリアムズバーグ・リプロダクション・プログラム」計画は、新たな水準へと達してきている。また、ウェッジウッド、チャールズ・オヴァリー、キッティンジャー、マーティン・セノーア、カーク・シュタイフ Co.、バージニア・メタルクラフターズ等、数々の業者がコロニアル・ウィリアムズバーグにより認可を受けた製品を販売している。

## 現在

### 観光地としての側面

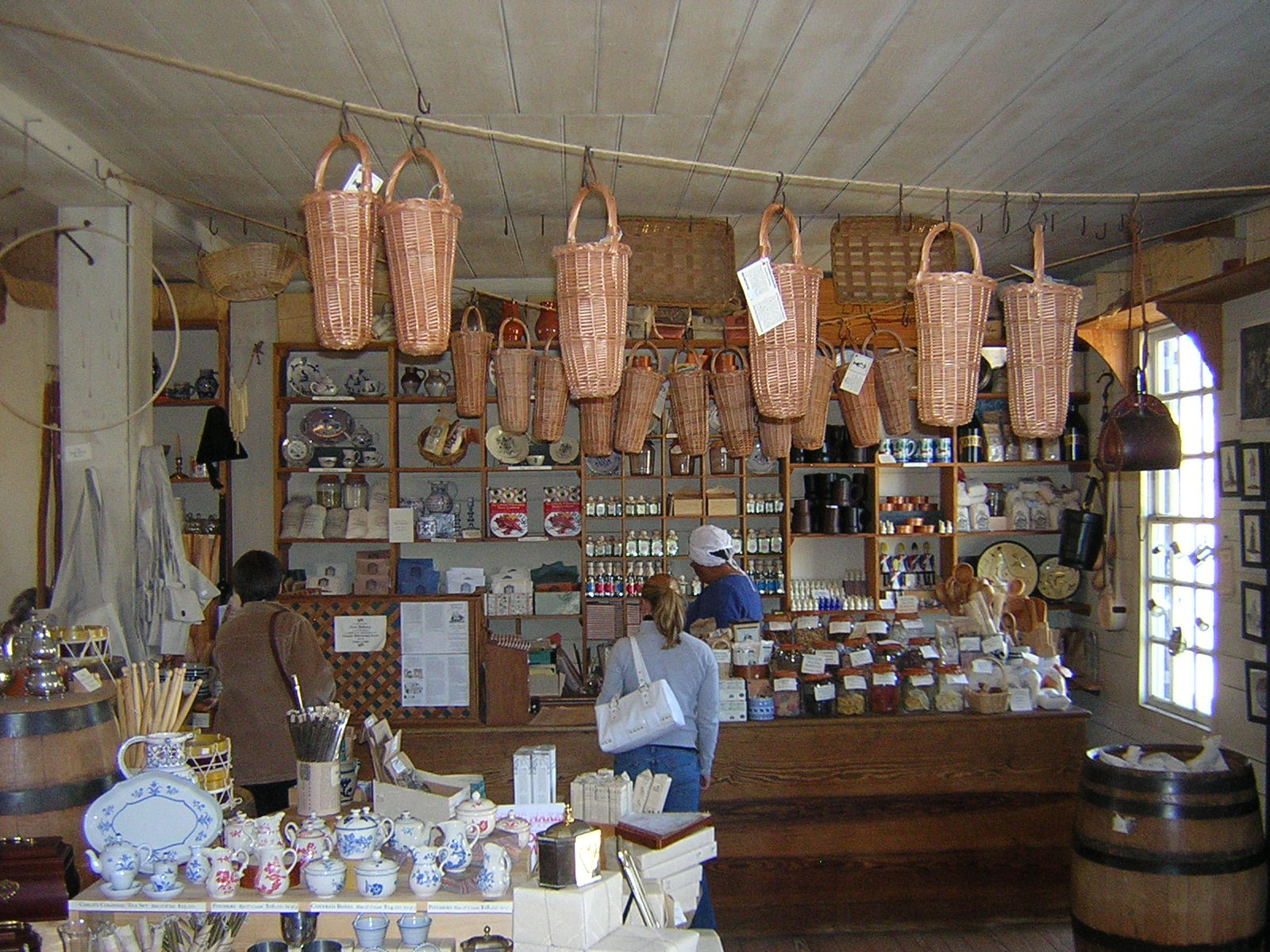
グリンハウ・ストアの内部

コロニアル・ウィリアムズバーグは歴史的なテーマパークと、現存する歴史的な博物館の組み合わさった地域である。コロニアル・パークウェイ近隣のビジターズ・センターでは、1956年に製作された短編映画「愛国者物語 (The Story of a Patriot) 」を放映し、その奴隷を所有していた社会の現実における中立性が批判を受けてきている。訪れた人々は区域での自動車走行が制限されているため、このビジターズ・センター付近に駐車することもできる。車椅子も利用可能なシャトルバスのサービスは、ピークを迎える夏季期間中に、ウィリアムズバーグ歴史地区の周辺や、ジェームズタウン、ヨークタウンといった地域周辺で運行されている。
当初、演者達は常に植民地時代の服装をしていなかった。合衆国の200周年を迎える年を予期した実験として1973年夏に、区域の女性達は赤・白・青のポリエステル生地の特別なパンツスーツに身を包んだ。その後夏の終わりにこの実験が中止になったが、訪れた人々はこれに困惑し、失望した。再び200周年の際に演者は歴史的な衣装を着用し、結局はそれから現在までそうした衣装を着続けている。
現在、再演されているイベントには屋外での歴史に基づいた演劇などがある。総督公邸の庭では、トーマス・ジェファーソンに扮した演者がスピーチを行い、ラレー・タバーンの前では、アメリカ独立戦争前の出来事を語る野外の演劇が行われる。また、屋外では横笛とドラムによる演奏、屋内ではヴィオラとリコーダーによる植民地時代の楽曲を演奏する等、屋内外での再演・演奏が定期的に行われている。こうした催し物の多くはボランティアの手によるもので、全て植民地時代に人々が着用していたと思われる服装で登場する。
また、元NBCのジャーナリスト、ロイド・ドビンスをポッドキャストによるコロニアル・ウィリアムズバーグの出演者として起用している。彼は過去にこの地で多くのスタッフと共に取材を行った経験を持つ。

### グランド・イルミネーション
毎年12月の第1日曜日には、多くのクリスマスの照明で野外セレモニーや大きな祝典を行う、「グランド・イルミネーション」が開かれている。式典は、戦争に勝利した時や統治者の誕生日など、特別な日を祝う際に家庭の窓や公共の建造物に火をともしたロウソクを掲げるという、植民地（及びイギリス）の伝統に漠然と基づいて1935年に発案されたものである。他にも、このグランド・イルミネーションには、豪華な花火も用意されている。

### 地域特有の言語
コロニアル・ウィリアムズバーグを訪れる際に、地域特有の言語を知っておくと便利である。地域住民、学生、従業員達は、頻繁にコロニアル・ウィリアムズバーグをその頭文字をとって「CW」と呼んでいる。中心部はよく「リストアド・エリア」または「ヒストリック・エリア」と呼ばれる。また、グロスター卿通りも頭文字から「DoGストリート」と呼ばれる。
「カレッジ・コーナー」と呼ばれる場所は、ジェームズタウン・ロード、リッチモンド・ロード、北・南境界通りの交差点であり、グロスター卿通りの先端にあたる（レン・ビルディングとウィリアム・アンド・メアリー大学の前方にある交差点であり、それ自体は単に「ザ・カレッジ」と呼ばれる場合もある）。「乱雑な」という意味を含む「コンフュージョン・コーナー」は、ペイジ、ラファイエット、フランシス、ヨーク各通りの交差点である。交差点がこうした名称で呼ばれているのは、通行優先権のはっきりしない不規則な交通によるものである。地域に住んでいない人は「コンフュージョン・コーナー」の名称をこちらもやや乱雑な「カレッジ・コーナー」へと充当していたが、地元の人々は本当の「コンフュージョン・コーナー」に交通信号が設置される前の時代を覚えているため、きちんと名称が区別されている。

### 財政上の問題
2006年12月31日のニューヨーク・タイムズ誌の一面記事で、来場者数に伸び悩み維持費の十分な資金が寄付されていないことに苦しむコロニアル・ウィリアムズバーグ基金は、早くても2007年1月に、ジェームズ川沿いにあるカーターズ・グローブの邸宅を売りに出し、土地を個人へ売却するのではないかと報じられた。記事ではこうした歴史的な博物館や家屋が抱える問題が、建物の多さやその高額な維持費、そして訪れる人々もあまり多くない点にあると指摘している。

## 交通

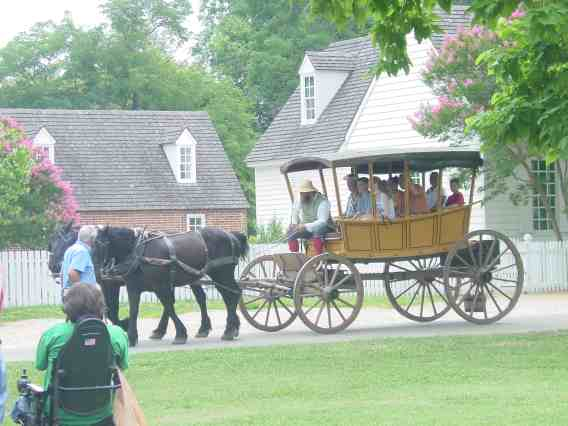
コロニアル・ウィリアムズバーグ内を走る馬車ツアー

### 公共交通機関
最も近い空港は、車で15分ほどの距離にある、ニューポートニュース・ウィリアムズバーグ国際空港である。ウィリアムズバーグ自体は、どちらも車で約45分の距離に位置する、リッチモンド国際空港とノーフォーク国際空港のほぼ中央にある。ハンプトンローズ・ブリッジ・トンネルでノーフォークからの交通が周期的に遅延することがあるため、リッチモンドから出る陸路の交通機関の方が時間的により信頼できる。その他、ウィリアムズバーグ駅はアムトラックの車両が停車し、グレイハウンドやキャロライナ・トレイルウェイズの都市間バスも利用可能である。
ウィリアムズバーグは東西に渡る州間高速道路64号に近接し、市内を通るアメリカ国道60号線と平行している。また、多くの観光客は、ジェームズ川大農園の多くを通るリッチモンドからのシーニックバイウェイ、州道5号線を経由するか、もしくは州道31号、ジェームズタウン・フェリーを使用することもある。また、州道5号の自転車道を使用して、自転車で行くこともできる。
ウィリアムズバーグは観光客向けに、車両を使用しない代替の交通も提供している。その他、区域では中央に複合の中央運送施設や、公共の路線バス網がある。
ウィリアムズバーグ運送センターは、復元されたチェサピーク・オハイオ鉄道の駅に位置し、タクシーやアムトラックの鉄道サービス、グレイハウンドが提供する都市間バスや2つの高速道（ニューポートニューズの繁華街とバージニアビーチから出発する）を通るハンプトンローズ・トランジットなど、複合的な交通の施設でもある。運送センターはそれぞれ繁華街、復元された区域、ウィリアム・アンド・メアリー大学、そしてコロニアル・ウィリアムズバーグのビジターズ・センターの近隣に位置している。

### 地域間バス
地域の公共バス網である「ウィリアムズバーグ・エリア・トランスポート（略称WAT）」は、運送センターに中央拠点を置いている。見分けやすくするため色で塗り分けられた数々の道路や、身体に障害のある人々でも利用できるバスは、多くのホテルやモーテル、レストラン、店舗、コロニアル・ウィリアムズバーグ以外のウィリアムズバーグ市内の名所、そして多くのジェームズシティ郡に近接する地域やヨーク郡の一部へと通じている。
コロニアル・ウィリアムズバーグは、植民地時代の雰囲気を保つため、グロスター卿通りには車両を運営していないにもかかわらず、歴史地区にある名所近隣には複数のバス停と、所有するバスの一団を運営している。ピーク時の夏季月間は、ビジターズ・センターの駐車場に車を停めて置きたい観光客のために、ジェームズタウンやヨークタウンの名所へ運行するバスも運営している。

## ヒストリック・トライアングル
バージニア半島には「ヒストリック・トライアングル」と呼ばれる歴史的にも貴重な区域が位置しており、これにはジェームズタウン、ウィリアムズバーグ、そしてヨークタウンの植民地時代の共同体と共に、コロニアル・パークウェイ道路によって繋がっている多くの復元された名所が含まれている。

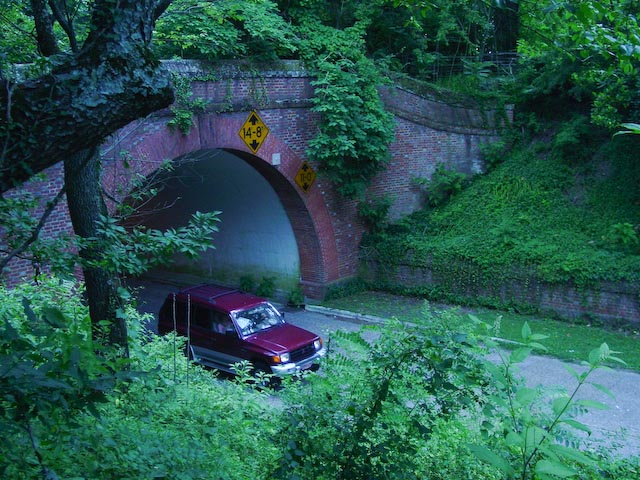
コロニアル・ウィリアムズバーグにある、コロニアル・パークウェイ・トンネル（南出口）

### コロニアル・パークウェイ
国立公園局のコロニアル・パークウェイは、商業の発展により遮蔽された眺めの良い道路と共に、コロニアル・バージニア地域における3つの人気のある場所と結合している。これにより観光客は車両やバイクで主要な名所の間を走行している間、過去に戻りその雰囲気を楽しむことができるのである。また、時に野生の動物や水鳥なども見られる場合がある。道路の末端にあるジェームズ川とヨーク川近隣には、野生の動物にえさをやる機会もある。ここではトラックなどの車両の進入は許されておらず、動物や鳥に優先通行権がある。
一部の来訪者はジェームズ・フェリーの船に乗って、サリー郡からの水路で南からこの区域へ到達する方法を選ぶこともある。天候や晴れの日に見舞われれば、通例乗客は最初の入植者たちがそこへ到達したように、ジェームズタウン島をよく見ることができる。また、イギリスの航海士クリストファー・ニューポートの小船である、「スーザン・コンスタント号」・「ゴッド・スピード号」・「ディスカバリー号」の3隻は、北側のフェリー埠頭の近辺につけられている。ジェームズタウン・フェリーとコロニアル・パークウェイのどちらも、料金無料で提供されている。

### ジェームズタウン
現在、観光客はジェームズタウン国立史跡、ジェームズタウン・フェスティバル・パーク、ヒストリック・ジェームズタウン、そしてジェームズ島の各名所へ行くことができる。これらには復元されたネイティブ・アメリカンの村、大型帆船と植民地の要塞のレプリカ、そして「ジェームズタウン再発見プロジェクト (Jamestown Rediscovery project) 」の作業が現在行われている考古学的な場所が含まれている。

### ヨークタウン

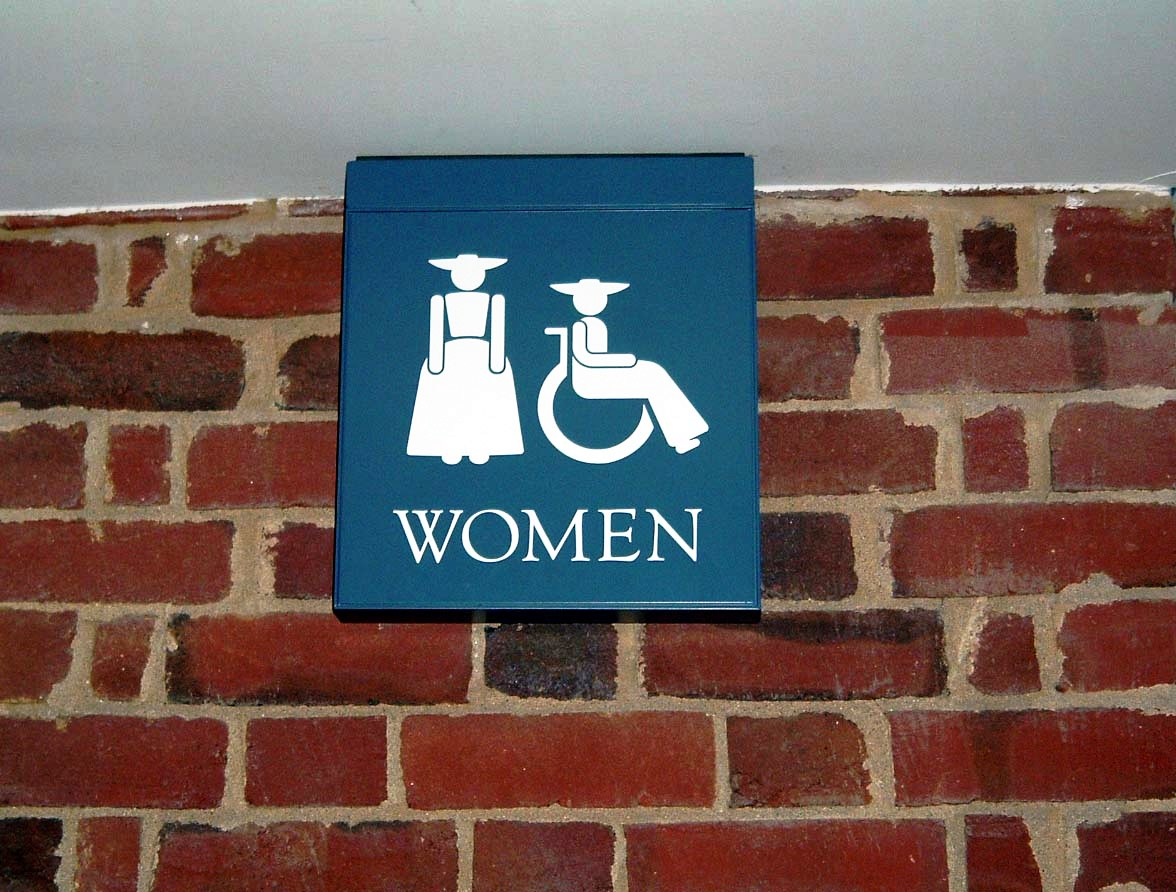
ビジターズ・センターに掲げられているトイレの表示。

ヨークタウンにも2つの巨大なビジターズ・センターがあり、その他にも戦場の地となった場所の車道、海岸通りの区域が設けられている。

### 事業
ヒストリック・トライアングルの3つの区域（とその間にあるコロニアル・パークウェイ）において、非営利の雰囲気を提供する試みが成功したことに加え、ほかにも多くのホテルやモーテル、キャンプ地、レストラン、売店、ガソリンスタンド、そしてアミューズメント施設が近隣に位置している。そのいくつかは以下の通り。
- ブッシュガーデンズ（ウィリアムズバーグ）　―　巨大なテーマパーク。アメリカ国道60号、ジェームズシティ郡に近接する、ウィリアムズバーグのちょうど東側に位置している。
- ウィリアムズバーグ陶器工場　―　アメリカ国道60号に接する施設。ジェームズシティ郡内、ウィリアムズバーグの西へ数マイル先の場所にある。
- ウォーター・カントリーUSA　―　水のテーマパーク。ヨーク郡にある州間高速道路64号線上、242番出口の東側にあり、州道199号上に位置する。
- ゴーカート・プラス　―　アミューズメント施設。ジェームズシティ郡にあるウィリアムズバーグ陶器工場に隣接、ウィリアムズバーグの西へ数マイル行った先のアメリカ国道60号線上に位置する。

## 批判・論争
S・D・フリーマンやカラ・アーミステッドなど一部のウィリアムズバーグの住人は、1928年の土地の権限譲渡に疑問を抱いた。もっとも痛烈な事件は1932年1月に起こった記念碑の移動であった。これは、1908年からパレス・グリーンに建っていた大理石で造られている南北戦争、南部連邦軍の記念碑がとりはずされ、街外れのシダー・グローブ墓地へ移動された出来事である。多くの市民や、コロニアル・ウィリアムズバーグの再建に協力的だった人でさえも、これは彼らの歴史をあまりにも消し去ってしまう行為だと感じた。この事件は裁判沙汰になり、最終的に記念碑は新たに建てられた裁判所の東に再設置された。
また、コロニアル・ウィリアムズバーグは、植民地での生活におけるアフリカ系アメリカ人の役割を軽視していると非難されてきている。最初にオープンとなった1930年代当時、アフリカ系アメリカ人の演者のために隔離された寮を所有していた。彼らは、現代のような自由な人々というよりも、召使としての役割を務めていた。コロニアル・ウィリアムズバーグは黒人の人々の入場を許可していたが、ウィリアムズバーグ区域にあるホテルは、彼らの宿泊を拒んでいた。また、彼らは修復された居酒屋での飲食や、近隣の店舗での買い物すら禁じられていたのである。1950年代、アフリカ系アメリカ人達はコロニアル・ウィリアムズバーグへの来場を1週間に1度だけ許されていた。1982年、こうした植民地時代の一辺倒な描写に対して問題とする声が増えてきたことを受け、コロニアル・ウィリアムズバーグは奴隷の役として、アフリカ系アメリカ人の演出者達を加えた。1994年には、奴隷達のオークションや結婚の演出を追加したが、これは後に全国有色人向上協会 (NAACP) と南部キリスト教指導者会議 (Southern Christian Leadership Conference) が抗議を行っている。1999年、コロニアル・ウィリアムズバーグは奴隷制や植民地時代のアメリカにおける彼らの役割を説明する、新たなプログラムを開始した。

## 参考
1. ↑  National Park Service (13 March 2009). "National Register Information System". National Register of Historic Places. National Park Service. {{cite web}}: Cite webテンプレートでは|access-date=引数が必須です。 (説明)
2. ↑  “Colonial  Williamsburg”. National Historic Landmark summary listing.   National Park Service. 2008年6月27日閲覧。
3. ↑  “Virginia Landmarks Register”.   Virginia Department of Historic Resources. 2013年3月19日閲覧。
4. ↑  Associated Press, "Next Williamsburg visit could include an 18th-century coffeehouse experience," Richmond Times-Dispatch, Nov. 10, 2009, Richmond, VA (http://www2.timesdispatch.com/business/2009/nov/10/b-togo10_20091109-220006-ar-27743/).
5. ↑  Kennicott, Philip, "Brewing new sense of Colonial relevance; Coffeehouse project is steeped in Williamsburg's shift to modern storytelling," The Washington Post,  Nov. 19, 2009, Washington, D.C.
6. 1 2  Tracie Rozhon, "Homes Sell, and History Goes Private", The New York Times, Sunday, December 31, 2006, Section 1, page 1.
7. ↑  Capitol.
8. ↑  John D. Rockefeller Jr. and the Restoration of Colonial Williamsburg
9. ↑  "April dates in Virginia history". Virginia Historical Society. Retrieved on July 11, 2007.
10. 1 2  "500 Lazies and 500 Crazies: Williamsburg Before the Restoration", Crossroads: American Studies, University of Virginia, Retrieved on September 6, 2010.
11. ↑  Colonial Williamsburg podcasts with Lloyd Dobyns

書籍
- Coffman, Suzanne E. and Olmert, Michael, Official Guide to Colonial Williamsburg, The Colonial Williamsburg Foundation, Williamsburg, Virginia 2000.  ISBN 0-87935-184-5
- Gonzales, Donald J., Chronicled by. The Rockefellers at Williamsburg: Backstage with the Founders, Restorers and World-Renowned Guests. McLean, Virginia: EPM Publications, Inc., 1991.
- Richard Handler and Eric Gable, The New History in an Old Museum: Creating the Past at Colonial Williamsburg, Duke University Press, Durham, North Carolina 1997. ISBN 0-8223-1974-8
- Huxtable, Ada Louise, The Unreal America: Architecture and Illusion, The New Press, New York 1997.  ISBN 1-56584-055-0
- Scott Magelssen, Living History Museums: Undoing History Through Performance, Scarecrow Press, 2007. ISBN  0-8108-5865-7